# Гексафенілетан
Гексафенілетан — гіпотетична органічна сполука, що складається з етанового ядра з шістьма фенільними замісниками. Усі спроби його синтезу виявилися безуспішними. Спочатку вважалося, що вільний радикал тритил, Ph3C · , димеризується з утворенням гексафенілетану. Однак перевірка ЯМР-спектру цього димеру показує, що він насправді є несиметричним видом, а не димером Гомберга.
Проте вдалося синтезувати заміщену похідну гексакис(3,5-ди-трет-бутилфеніл)етан. Вона характеризується дуже великою довжиною зв'язку C–C 167 пм між центральними атомами вуглецю порівняно з типовими одинарними зв’язками (154 пм). Вважається, що взаємодія дисперсійних сил між трет-бутиловими замісниками є ключовими факторами стабільності цієї стеріо складної молекули.